# درویلزدن
درویلزدن (به انگلیسی: Droylsden) یک شهرک در بریتانیا است که در تیمساید واقع شده‌است. درویلزدن ۲۲٬۶۸۹ نفر جمعیت دارد.

## خواهرخوانده
شهر ویامومب خواهرخواندهٔ درویلزدن هست.